# Jacquiniella aporophylla
Jacquiniella aporophylla är en orkidéart som först beskrevs av Louis Otho Otto Williams, och fick sitt nu gällande namn av Robert Louis Dressler. Jacquiniella aporophylla ingår i släktet Jacquiniella och familjen orkidéer. Inga underarter finns listade i Catalogue of Life.